# جودي كريستيان
جودي كريستيان (بالإنجليزية: Jodie Christian)‏ هو عازف جاز وعازف بيانو أمريكي، ولد في 2 فبراير 1932 في شيكاغو في الولايات المتحدة، وتوفي بنفس المكان في 13 فبراير 2012 بسبب مرض.

## وصلات خارجية
- جودي كريستيان على موقع ميوزك برينز (الإنجليزية)
- جودي كريستيان على موقع أول ميوزيك (الإنجليزية)
- جودي كريستيان على موقع ديسكوغز (الإنجليزية)